# Álvaro Mejía (Fußballspieler)
Álvaro Mejía Pérez (* 18. Januar 1982 in Madrid) ist ein spanischer ehemaliger Fußballspieler.

## Laufbahn
Mejía begann seine Fußballerlaufbahn beim kleinen Madrider Vorstadtklub CD Las Rozas. Mit 16 Jahren wechselte der Verteidiger zu Real Madrid. Am 24. Januar 2004 feierte Mejía sein Debüt in der ersten Mannschaft.
Im Sommer 2007 wechselte er schließlich, nach neun Jahren bei Real Madrid, zu Real Murcia. Nach drei Jahren in Murcia wechselte für jeweils ein Jahr zum AC Arles-Avignon und zu Konyaspor. In der Saison 2012/13 stand er, nach Spanien zurückgekehrt, beim Zweitligisten UD Almería unter Vertrag und die folgende Spielzeit bei Ergotelis in Griechenland. Seit 2014 ist er für den Al-Shahaniya SC in Katar aktiv.

## Titel
- Spanischer Meister: 207